# Мать Мария (фильм)
«Мать Мария» — советский художественный фильм 1982 года.

## Сюжет
Биографическая драма о поэтессе и общественном деятеле Елизавете Юрьевне Кузьминой-Караваевой, эмигрировавшей в годы Первой мировой войны в Париж. Там она стала монахиней и приняла имя матери Марии. В 1932 году она открывает приют для обездоленных, в годы войны с фашизмом активно участвует в движении французского Сопротивления. На Родину, в Советскую Россию, она так и не успела вернуться. Попав в концлагерь Равенсбрюк, Мать Мария ценой собственной жизни спасает обреченную на смерть советскую женщину-мать...

## В ролях
| Актёр               | Роль                                 |
| ------------------- | ------------------------------------ |
| Людмила Касаткина   | Елизавета Юрьевна Кузьмина-Караваева |
| Леонид Марков       | Данила Скобцов                       |
| Игорь Горбачёв      | Бунаков-Фондаминский                 |
| Вероника Полонская  | Софья Пиленко                        |
| Евгения Ханаева     | мадам Ланже                          |
| Вацлав Дворжецкий   | Николаевский                         |
| Александр Тимошкин  | Юра                                  |
| Наталья Бондарчук   | Нина                                 |
| Александр Лебедев   | Анатолий                             |
| Валерий Золотухин   | пленный                              |
| Михаил Неганов      | пленный                              |
| Гирт Яковлев        | Гастон                               |
| Юрий Катин-Ярцев    | князь                                |
| Алла Майкова        | Анет                                 |
| Петерис Гаудиньш    | Борис Вильде                         |
| Владимир Сошальский | рабочий                              |
| Виктор Шульгин      | рабочий                              |
| Тамара Яренко       | княгиня                              |

В эпизодах — Леонид Евтифьев, Алексей Колосов, Галина Кравченко, Данута Столярская.

## Съёмочная группа
- Режиссёр: Сергей Колосов
- Оператор: Валентин Железняков
- Художник-постановщик: Михаил Карташов
- Композитор: Алексей Рыбников

## Цензура
По словам Александра Меня, фильм несколько «цензурирован». Он же обращал внимание на трактовку важнейшего эпизода. Гестаповец Гофман, который арестовывал мать Марию, по воспоминаниям очевидцев, сказал: «Вы больше не увидите свою дочь. Вы плохо её воспитали. Она помогает нашим врагам. Она помогает евреям». Мать ответила: «Она христианка, для неё нет ни эллина, ни иудея (Кол. 3:11). Она помогает всем! И если бы Вы были в беде, то она помогла бы и Вам!» А мать Мария усмехнулась и сказала: «Пожалуй, помогла бы». И немец едва не ударил её по лицу — потому что он понял, что этим «пожалуй, помогла бы» она его сокрушила. А в фильме всё наоборот. Она говорит: «Уж Вам-то я бы никогда не помогла».